# Gaspare Finali
Gaspare Finali, född 20 maj 1829 i Cesena, Romagna, död 8 november 1914 i Marradi, Toscana, var en italiensk politiker.
Finali tvingades som deltagare i en sammansvärjning mot den påvliga regeringen 1855 fly till Sardinien, där han anställdes i finansministeriet. Efter Romagnas anslutning 1860 invaldes han i deputeradekammaren och blev 1872 senator. 
Åren 1867–1868 var han generaldirektör för skatterna, 1868–1869 understatssekreterare i finansministeriet, 1869–1873 råd i räkenskapsrätten samt därefter jordbruksminister under Marco Minghetti till 1876 och mars 1889 till februari 1891 minister för allmänna arbeten under Francesco Crispi samt slutligen 1893 ordförande i räkenskapsrätten. 
Finali författade en rad biografier över italienska statsmän (Luigi Carlo Farini, Bettino Ricasoli, Quintino Sella och Marco Minghetti).